# روش کندورسه

نمونهٔ برگهٔ رأی ترجیحی

روش کندورسه (فرانسوی: Méthode Condorcet‎) یک نظام رأی‌گیری و انتخاب نامزد برنده است که در آن نامزدی که بتواند بیشترین تعداد برد رودررو با دیگر نامزدها را کسب کند برنده است. نامزدی که این خصوصیت را دارد به‌اصطلاح برنده کندورسه خوانده می‌شود. هر شیوهٔ رأی‌گیری که برنده کندورسه را، در صورت وجود، به عنوان برنده برگزیند معیار کندورسه را برآورده می‌کند.
ممکن است در یک انتخابات برنده کندورسه نداشته باشیم زیرا ممکن است ترجیحات دسته‌ای از رأی‌دهندگان که از میان دو نامزد انتخاب می‌کنند دور داشته باشد (ترا گذر نباشد)، به‌طوری‌که برای هر نامزد رقیبی وجود داشته باشد که در رقابت رودررو اکثر آرا را برنده‌شده باشد. این مسئله که به‌عنوان تناقض کندورسه شناخته می‌شود شبیه به بازی سنگ-کاغذ-قیچی است که در آن هریک از اشکال مغلوب یکی و غالب بر دیگری است. همچنین الزامی ندارد که برنده کندورسه بیشینه‌کننده تابع رفاه اجتماعی باشد. نام‌گذاری این روش به افتخار ریاضی‌دان و فیلسوف فرانسوی قرن هجدهم مارکی دو کندورسه بوده‌است، وی از حامیان این روش رای‌گیری بوده‌است.
بیشتر روش‌های کندورسه رأی‌گیری‌های تک‌مرحله‌ای هستند که در آن رأی‌دهندگان نامزدها را از بالا به پایین رتبه‌بندی می‌کنند. این رتبه‌بندی، ترتیب ترجیحات نام دارد. ممکن است این ترتیب نمایانگر ترجیحات اصلی رأی‌دهندگان نباشد زیرا آن‌ها آزاد هستند تا هرگونه که می‌خواهند نامزدها را مرتب نمایند و در این کار شاید بخواهند اهداف استراتژیک خود را لحاظ نمایند. روش‌های فراوانی برای پیدا کردن نامزد برنده در انتخابات وجود دارد، اما همه آن‌ها به انتخاب برنده کندورسه (در صورت وجود) منتهی نمی‌شوند. وقتی که برنده کندورسه نداشته باشیم روش کندورسه می‌تواند چندین برنده داشته باشد. در نتیجه روش‌های کندورسه می‌توانند با توجه به اینکه چه معیارهایی را ارضا می‌کنند از هم متفاوت باشند.
قاعده ترتیبی رابرت که برای رأی‌گیری بر سر لوایح و تبصره‌ها به کار می‌رود نیز یک روش کندورسه است، هرچند رأی‌دهندگان در این روش ترتیب ترجیحات خود را بیان نمی‌کنند. در این شیوه چند نوبت رأی‌گیری می‌شود و در هر نوبت رأی‌گیری بین دو پیشنهاد است. در هر نوبت پیشنهادی که بیشترین رأی را بیاورد برنده می‌شود و در نوبت بعدی با پیشنهاد دیگر به رأی گذاشته می‌شود. در نهایت یک پیشنهاد باقی می‌ماند و آن پیشنهاد برنده است. این روش با رقابت تک-برنده‌ای قابل‌مقایسه است، مجموع کل جفت‌هایی که برای رأی‌گیری انتخاب می‌شوند یکی کمتر از تعداد پیشنهادها است. از آنجایی‌که برنده کندورسه در هر مرحله با رأی حداکثر انتخاب می‌شود هرگز توسط قاعده رابرت حذف نخواهد شد. در این روش با تناقض کندورسه مواجه نمی‌شویم. بخش بزرگی از ادبیات انتخاب اجتماعی در رابطه با خصوصیات این روش است، زیرا این روش به‌طور گسترده و سازمان‌های مهم (مجلس‌ها، کمیته‌ها، و غیره) استفاده می‌شود. این روش برای رأی‌گیری‌های عمومی مناسب نیست زیرا ماهیت چند دوره‌ای آن باعث بالا رفتن هزینه برای نامزدها و دولت خواهد شد.

## خلاصه
چون احتمال تناقض کندورسه وجود دارد ممکن است تا به هدفمان در یک انتخابات نرسیم. همان‌طور که به بازی سنگ-کاغذ-قیچی اشاره شد ممکن است در یک انتخابات نیز در دور بیفتیم. اینکه چگونه روش‌های مختلف کندورسه این مشکل را برطرف می‌کنند بستگی به این دارد که این روش‌ها چقدر در اساس با هم تفاوت دارند.
- رأی‌دهندگان نامزدها را بر اساس ترجیحات خود مرتب می‌کنند، آن‌ها ممکن است مجاز باشند تا درصورتی‌که بین دو نامزد بی‌تفاوت‌اند آن‌ها را در یک رده قرار دهند.
- برای هر دو نامزد بایستی تعداد آرایی که نامزد موردنظر را بالاتر از دیگری قرار داده شمرد. در این صورت هر جفت دو عدد خواهد داشت: اندازه اکثریت و اقلیت آن.

برای اکثر روش‌های کندورسه اعداد ذکرشده در بالا کافی است تا ترتیب کامل نامزدها روشن شود. همچنین این اعداد برای مشخص شدن برنده کندورسه نیز کافی است. درصورتی‌که دو نامزد آراء یکسان کسب کنند نیاز به اطلاعات بیشتری برای مشخص شدن نامزد برنده است. این برابری در آراء ممکن است بین دو نامزد باشد یا در بین برندگان رقابت‌های دودویی باشد، درصورتی‌که تعداد رأی‌دهندگان زیاد باشد این‌گونه برابری آراء به‌ندرت اتفاق خواهد افتاد.

## تعریف
روش کندورسه نوعی روش رأی‌گیری است که همیشه به برنده کندورسه منتهی خواهد شد؛ همان‌طور که گفته شد برنده کندورسه می‌تواند با رأی‌گیری بین تمام ترکیبات دوتایی از نامزدها انتخاب شود. برای مثال با پنج نامزد نیاز به ۱۰ انتخاب دوتایی داریم. روش‌های مختلفی وجود دارند که به برنده کندورسه منتهی می‌شوند که این برنده می‌بایست معیار کندورسه را ارضا کرده باشد.
تحت شرایطی ممکن است برنده کندورسه نداشته باشیم. این اتفاق حاصل نوعی برابری است که به‌عنوان «دور قاعدهٔ رأی‌گیری حداکثر» شناخته می‌شود و همان تناقض کندورسه است. روش‌های مختلفی برای تعیین برنده کندورسه در یک انتخابات استفاده می‌شوند که با هم متفاوت هستند. بعضی از روش‌های کندورسه از روند پایه‌ای استفاده می‌کنند، که با روش رقابتی کندورسه همراه است و زمانی استفاده می‌شود که برنده کندورسه نداریم. سایر روش‌های کندورسه با متدهای دیگری در شمارش سروکار دارند، اما همچنان روش کندورسه نام دارند چون نتایج آن‌ها منتهی به تعیین برنده کندورسه می‌شود.
باید توجه کرد که همه سیستم‌های رتبه‌بندی تک-برنده‌ای، روش کندورسه نیستند. به‌عنوان‌مثال روش شمارش بوردا و رأی بدیل معیار کندورسه را ارضا نمی‌کنند.

## روند پایه‌ای

### رأی‌دهی
در یک رأی‌گیری کندورسه رأی‌دهندگان نامزدها را با توجه به ترجیحات خود در لیست مرتب می‌کنند، در بعضی روش‌ها آن‌ها مجازند تا برخی نامزدها را به‌صورت برابر رتبه‌بندی کنند، مثلاً دو نفر را در جایگاه اول قرار دهند.

### پیدا کردن برنده
هر نامزد را با نامزد دیگر در یک رقابت رودررو وارد می‌کنیم، برنده این رقابت کسی است که اکثریت او را بر دیگری ترجیح داده باشند. تا زمانی که بین دو نامزد رقابت صورت می‌گیرد همیشه یکی از آن‌ها حائز اکثریت آراء می‌شود مگر اینکه هر دو برابر شوند. پس زمانی که دو نامزد الف و ب مقایسه می‌شوند، می‌بایست تمام فهرست‌هایی که الف را بالاتر از ب و همچنین ب را بالاتر از الف رتبه‌بندی کرده‌اند شمرده شود و هرکدام که تعداد بیشتری رتبه بالا کسب کرده بود برنده این رقابت دونفری است. زمانی که تمام جفت‌های ممکن بررسی شد، کسی که در تمام این رقابت‌های دو نفر حائز اکثریت آراء شده باشد، برنده کندورسه نامیده می‌شود. اما اگر برنده کندورسه نداشته باشیم باید روش‌های دیگری برای پیدا کردن برنده بکار گرفته شود.

### شمارش جفت‌ها و ماتریس‌ها
فرض کنید یک برگه رأی داریم که رأی‌دهنده ترجیحات خود بین چهار نامزد "الف، ب، پ، ت" را به‌صورت "ب، پ، الف، ت" مشخص کرده‌است این رتبه‌بندی را می‌توان به‌صورت ماتریس زیر نشان داد که در آن نتیجه ۱۲ رقابت رودررو بین این چهار نامزد نشان داده شده‌است. عدد یک نشان می‌دهد که نامزد مد نظر رقیب خود را برده و عدد صفر نیز عکس این موضوع را نشان می‌دهد.
| رقیبنامزد | الف | ب | پ | ت |
| --- | --- | - | - | - |
| الف | —   | ۰ | ۰ | ۱ |
| ب | ۱   | — | ۱ | ۱ |
| پ | ۱   | ۰ | — | ۱ |
| ت | ۰   | ۰ | ۰ | — |
| عدد یک نشان می‌دهد که نامزد مورد نظر رقیبش را در رقابت رودررو برده، عدد صفر نشان می‌دهد نامزد مورد نظر از رقیبش شکست خورده. |     |   |   |   |

حال فرض کنید دو رأی‌دهنده دیگر داریم که آن‌ها نیز ترجیحات خود را به‌صورت "ت، الف، پ، ب" و "الف، پ، ب، ت" روی برگه رأی مرتب کرده‌اند برای هر یک از این لیست‌ها ماتریسی شبیه ماتریس بالا وجود دارد، از جمع این ماتریس‌ها به ماتریس مجموع خواهیم رسید. زمانی که ماتریس مجموع را به‌صورت زیر تشکیل دهیم نتیجه رقابت بین هر دو نامزد مشخص می‌شود.
| رقیبنامزد | الف | ب | پ | ت |
| --------- | --- | - | - | - |
| الف       | —   | ۲ | ۲ | ۲ |
| ب         | ۱   | — | ۱ | ۲ |
| پ         | ۱   | ۲ | — | ۲ |
| ت         | ۱   | ۱ | ۱ | — |

در این مثال نامزد الف برنده کندورسه است زیرا در رقابت با هر نامزد دیگر، تعداد افرادی که او را به رقیبش ترجیح داده‌اند بیشتر از تعدادی بوده که رقیبش را به او ترجیح داده‌اند. زمانی که برنده کندورسه نداشته باشیم روش‌های تکمیلی کندورسه، مانند روش شولتسه یا جفت‌های ترتیبی، با استفاده از اطلاعات ماتریس مجموع برنده را انتخاب می‌کنند.
در عملیات تجمیع ماتریس‌ها "-" ارزشی برابر صفر دارد ولی از آنجایی‌که هیچ‌یک از کاندیداها به خودش ترجیح داده نمی‌شود به جای صفر از خط فاصله استفاده می‌کنیم. ماتریس‌های تکی هرکدام به‌طور معکوس متقارن هستند یعنی ۱=(رقیب، نامزد) + (نامزد، رقیب). یکی از خصوصیات ماتریس مجموع این است که: N = (رقیب، نامزد) + (نامزد، رقیب). که در اینجا N تعداد رأی‌دهندگان است.

## دور مبهم
همان مثال بازی سنگ-کاغذ-قیچی را به یاد بیاوردید، شرایطی که در آن هریک از نامزدها حداقل توسط یکی از رقبایشان مغلوب می‌شوند، این حالت به‌عنوان دور مبهم، قاعده دور اکثریت، تناقض کندورسه و دور مطرح می‌شود. از آنجایی‌که ممکن است در هر انتخابات این ابهام به وجود آید روش کندورسه باید بتواند این ابهام را برطرف کرده و برنده را مشخص نماید. مکانیزم‌هایی که برای حل این ابهام وجود دارند به‌عنوان مکانیزم‌های رفع ابهام یا روش‌های تکمیلی کندورسه شناخته می‌شوند.
باید توجه کرد اگر رأی‌دهندگان سیستم ترجیحات تک قله‌ای داشته باشند همواره برنده کندورسه خواهیم داشت. درصدی از درآمد که به عنوان مالیات اخذ می‌گردد یا انتخاب سیاست‌مداران برای اداره امور نمونه‌ای از این ترجیحات تک قله‌ای است. افراد در انتخاب سیاست‌مداران سعی می‌کنند تا کسانی را انتخاب‌کنند که بیشترین نزدیکی را به طیف سیاسی آن‌ها دارند و هرچه نامزد موردنظر فاصله بیشتری از گرایش سیاسی رأی‌دهنده داشته باشد فرد او را در سطح پایین‌تری از لیست خود قرار می‌دهد.
روش‌های کندورسه به دودسته تقسیم می‌شوند:
- سیستم دو-روشه: این دسته برای مواجه با شرایطی که برنده کندورسه نداریم از روش‌های جداگانه استفاده می‌کنند.
- سیستم تک-روشه: این دسته برای تمام حالاتی که برنده کندورسه داشته باشیم یا نداشته باشیم از یک روش استفاده می‌کنند.

## سیستم دو روشه
گروهی از روش‌های کندورسه شامل روش‌هایی می‌شوند که در آن ابتدا تمام جفت‌ها مقایسه شده و اگر برنده کندورسه نداشته باشیم برای یافتن برنده از روش‌هایی استفاده می‌شود که کاملاً از روش کندورسه متفاوت هستند. به‌عنوان‌مثال روش بلک بعد از شمارش آراء هر جفت درصورتی‌که برنده کندورسه نداشته باشیم برای رفع ابهام از شمارش بردا استفاده می‌کند.
سیستم‌های دو روشهٔ پیچیده‌تری نیز وجود دارند که از سیستم‌های رأی‌گیری جداگانه‌ای برای یافتن برنده استفاده می‌کنند اما برای آنکه مرحله دوم را به زیرگروه مشخصی از نامزدها محدود نماییم باید نتایج حاصل از رقابت‌های جفتی را دقیق‌تر بررسی نماییم. برای این منظور مجموعه‌هایی مشخص‌شده‌اند که در صورت وجود برنده کندورسه حتماً او را دربردارند، همچنین همیشه حداقل یک نامزد را در خود دارند. بعضی از این مجموعه‌ها عبارت‌اند از:
مجموعه اسمیت: کوچک‌ترین مجموعه غیر تهی از نامزدهای یک انتخابات به‌طوری‌که هر نامزد درون مجموعه بر تمام نامزدهای خارج مجموعه غالب باشد. به‌راحتی می‌توان نشان داد که هر انتخابات فقط یک مجموعه اسمیت دارد.
مجموعه شوارتس: این مجموعه درونی‌ترین مجموعه نامغلوب است، معمولاً با مجموعه اسمیت یکی است. این مجموعه به‌عنوان اتحادی از تمام مجموعه‌های ممکن از نامزدها است به‌طوری‌که:
1. هر نامزد عضو مجموعه در رقابت با هر یک از نامزدهای بیرون مجموعه مغلوب نباشد (برابری مجاز است).
2. مجموعه مناسب (کوچک‌تر) دیگری وجود نداشته باشد که شرط بالا را ارضا کند.

مجموعه لاندو: مجموعه‌ای از نامزدها به‌طوری‌که هر نامزد در این مجموعه، یا تمام نامزدهای دیگر (در مجموعه مذکور یا خارج آن) را مغلوب کند یا اگر رقیبش را مغلوب نکرده نامزدی که رقیب او را مغلوب کرده مغلوب کرده باشد.
یک‌راه حل ممکن پیاده‌سازی روش رأی بدیل در مجموعهٔ اسمیت است.

## سیستم‌های تک روشه
بعضی از روش‌های کندورسه در هر حالت (بودن برنده یا نبودن آن) از یک روند استفاده می‌کنند که این روش‌ها به‌طور کامل معیارهای کندورسه را برآورده می‌کنند و بدون استفاده از هیچ روش دیگری دور ایجادشده در فرایند رأی‌گیری را در صورت بروز برطرف می‌کنند. به‌عبارت‌دیگر این روش‌ها از شیوه‌ای جداگانه برای برخورد با شرایط مختلف استفاده نمی‌کنند. معمولاً این روش‌ها بر پایه شمارش نتایج حاصل از رقابت‌های جفتی است. این روش‌ها عبارت‌اند از:
روش کوپلند: این روش ساده کسی را به‌عنوان برنده برمی‌گزیند که در اکثر رقابت‌های جفتی برنده‌شده باشد. هرچند در برخی مواقع ممکن است دو نامزد برابر شوند.
روش کمنی-یانگ: این روش تمام انتخاب‌ها را از محبوب‌ترین نامزد تا نامزد با کمترین محبوبیت مرتب می‌کند.
روش سیمسون: روش سیمسون یا کندورسهٔ ساده، نامزدی را که بدترین شکست او در رقابت‌های رودررو بهتر از بدترین شکست تمامی نامزدهای دیگر در رقابت‌های رودررو بوده را به‌عنوان برنده انتخاب می‌کند. مدل پایش‌شده‌ای از این روش وجود دارد که روش فوق را روی مجموعه اسمیت پیاده‌سازی می‌کند.
روش دادسون: این روش نامزدها را باهم جایگزین می‌کند و روش کندورسه را تا آنجا ادامه می‌دهد که برنده کندورسه یافت شود. برنده نهایی کسی است که به کمترین جابه‌جایی نیاز داشته باشد.